# گه چوتونگ
گه چوتونگ (انگلیسی: Ge Chutong؛ زادهٔ ۲۳ سپتامبر ۲۰۰۳) شناگر زن اهل چین است.
وی در مسابقات کشوری و بین‌المللی در مجموع برندهٔ ۱ مدال برنز شده است.